# La Barraca

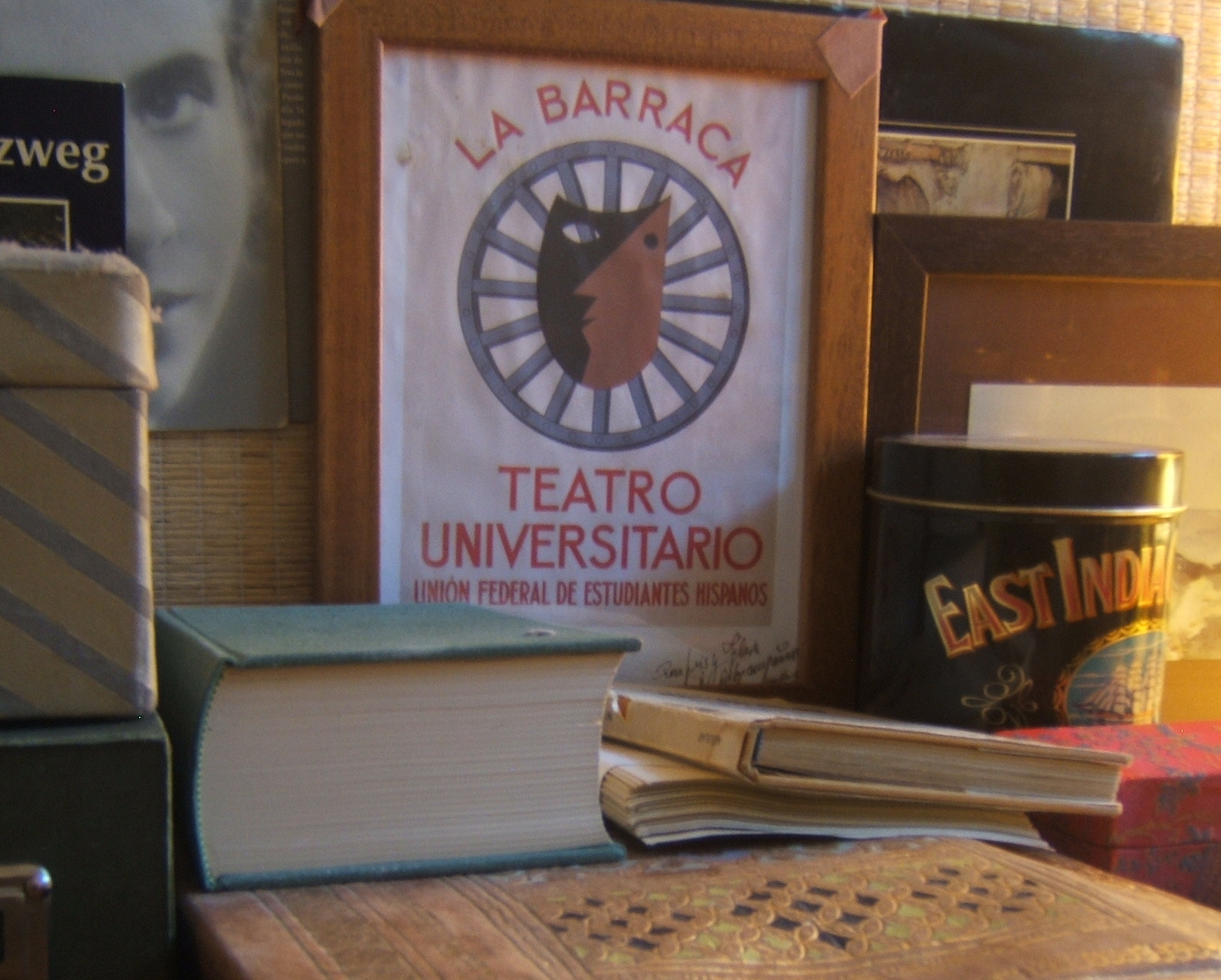
Plakat von La Barraca

La Barraca war eine spanische studentische Wanderbühne, die 1931 kurz nach der Ausrufung der Republik an der Madrider Universität gegründet wurde. Ihr Ziel war, „das Theater unter das Volk und auf die Dörfer zu bringen“. Federico García Lorca und Eduardo Ugarte leiteten die Gruppe, die mit Unterstützung des spanischen Kulturministeriums bis zum Ausbruch des Bürgerkriegs 1936 die Klassiker des Siglo de Oro erstmals einer vom kulturellen Leben bis dahin weitgehend ausgeschlossenen Landbevölkerung nahebrachte.

## Geschichte
La Barraca entstand als ein Theaterkollektiv, in dem sich alle Mitglieder sowohl die technischen als auch die künstlerischen Aufgaben teilten. Alle barracos (wie sie sich selbst nannten) standen auf gleichem Fuß und keiner erhielt eine Bezahlung für seinen Beitrag. Den Kern der Truppe bildeten Studenten und Studentinnen der Philosophischen Fakultät Madrids, zu denen sich einzelne Architekturstudenten gesellten. Für die Bühnenbilder und Kostüme fand sich die Mitarbeit von Künstlern wie Benjamín Palencia, Santiago Ontañón und José Caballero. Für Beleuchtungsfragen war der Filmemacher Gonzalo Menéndez Pidal zuständig. Die Wanderbühne verfügte über mehrere Lastwagen für den Transport von Bühnengerüst, Bühnenbilder, Kostümen und Beleuchtung, sowie über zwei kleinere Busse für die ca. 30 Schauspieler und Techniker. Die Männer trugen einen blauen Monteuranzug, die Frauen ein blaues Kleid mit weißem Kragen. Diese Uniform mit dem Abzeichen der Barraca – eine Theatermaske auf einem Rad – wurde zu einem legendären Banner. Da die Mittel trotz der Subvention des Kulturministeriums begrenzt waren, entwickelten García Lorca und Ugarte einen synthetischen, antinaturalistischen, beinahe brechtischen Inszenierungs-Stil, der beim ländlichen Publikum gut ankam, wie auch die angeblich „schwierige“ Sprache der Klassiker nicht nur problemlos, sondern sogar mit Begeisterung aufgenommen wurde.
Die erste Tournée der Barraca begann im Sommer 1932 während der Sommerferien der Studenten und führte nach Soria und den Dörfern der Umgebung. Auf dem Programm standen zwei entremeses von Cervantes – La cueva de Salamanca, La guarda cuidadosa – und der auto sacramental von Calderón La vida es sueño (Das Leben ein Traum). Die erste Vorstellung fand am 10. Juli in Burgo de Osma statt, auf dessen Plaza Mayor zum ersten Mal die Bühne der Barraca aufgebaut und die entremeses des Cervantes aufgeführt wurden. In jenem Sommer von 1932 trat die Barraca außerdem in Galicien, Asturien und Santander auf, präsentierte im September La vida es sueño im Teatro de Isabel la Católica in Granada und debütierte im Oktober in Madrid, in der Aula Maxima der Universität mit Cervantes und Calderón. Der Höhepunkt dieses ersten Jahres der Barraca war die Aufführung von La vida es sueño im Teatro Español in Madrid am 19. Dezember 1932, bei der der Präsident der Republik, Niceto Alcalá-Zamora, der Regierungschef Manuel Azaña und zahlreiche Minister und Parlamentarier zugegen waren.
In den folgenden Jahren dehnte sich die Tätigkeit der Barraca aus, immer unter der aufmerksamen Leitung von Ugarte und García Lorca, der gleichzeitig seine eigene erfolgreiche Theaterlaufbahn verfolgte. „Nein, es lenkt mich nicht von meiner Arbeit ab“, sagte er in einem Interview aus dem Jahr 1934. „Die Barraca ist eine wahre Schule. Ich habe da viel gelernt. Jetzt erst fühle ich mich wie ein richtiger Regisseur.“ Die Wanderbühne, deren Repertoire mit Werken von Juan del Encina, Lope de Rueda, Lope de Vega (Fuenteovejuna) und Tirso de Molina (El burlador de Sevilla) erweitert wurde, gab mehr als hundert Vorstellungen in über sechzig Städten und Dörfern und reiste durch ganz Spanien und sogar nach Tetouán (Marokko). Sie wurde dadurch zu einem Aushängeschild der Kulturpolitik der Republik.
Nach Ausbruch des Bürgerkriegs 1936 und der Ermordung García Lorcas in Granada löste sich La Barraca auf.

## Bibliografie
- Federico García Lorca, Obras completas, in 3 Bd. Hrsg. Arturo del Hoyo, Aguilar, Madrid 1986
- Ian Gibson, Federico García Lorca, in 2. Bd., Grijalbo, Barcelona 1987
- Theaterlexikon, Hrsg. Manfred Brauneck, Gérard Schneilin, Rowohlt, Reinbek 1990